# Avery Storm
Avery Storm, pseudonimo di Ralph Di Stasio (New York, 5 dicembre 1981), è un cantautore statunitense.

## Biografia
Di Stasio proviene da una famiglia italo-americana del New Jersey. Si trasferisce a New York dopo il diploma delle scuole superiori. Nel 2001 firma il contratto con Beat Club l'etichetta discografica di Timbaland col nome di Avery Storm dopo essere entrato in una compagnia di produzione musicale indipendente. Nel 2005 firma con l'etichetta Derrty Entertainment di proprietà del rapper Nelly per il quale Storm aveva già figurato nell'album Suit del 2004. Storm appare nei singoli hip hop Nasty Girl, nel single postumo di The Notorious B.I.G. che include Nelly, P. Diddy, e Jagged Edge, e in Here I Am di Rick Ross, un altro single con Nelly. Shotgun Love è il titolo dell'album per il quale Storm ha registrato 300 brani, mentre si chiama Audiobiography l'EP uscito nel 2014 prodotto dal team italiano The Ceasars.

## Discografia

### Mixtapes
- 2006 – Volume Whatever
- 2009 – Category 5
- 2010 – Diary of The TakeOff (In collaboration with The HeatMakerz)

### EP
- 2014 – Audiobiography prodotto dai The Ceasars (featuring Jadakiss, Styles P)

### Singoli
- 2007 – Stop Time
- 2008 – Terrified (featuring Jadakiss)
- 2008 – My Life (featuring City Spud)
- 2009 – Not Like My Girl (featuring Rick Ross)
- 2010 – Supermodel (featuring Nelly)[5]

### Featuring in singoli
| Anno | Titolo                                                                                   | Posizione massima in classifica | Posizione massima in classifica | Posizione massima in classifica | Posizione massima in classifica | Album                    |
| Anno | Titolo                                                                                   | US                              | US R&B                          | US Rap                          | UK                              | Album                    |
| ---- | ---------------------------------------------------------------------------------------- | ------------------------------- | ------------------------------- | ------------------------------- | ------------------------------- | ------------------------ |
| 2005 | Nasty Girl (The Notorious B.I.G. featuring P. Diddy, Nelly, Jagged Edge and Avery Storm) | 43                              | 20                              | 9                               | 1                               | Duets: The Final Chapter |
| 2008 | Here I Am (Rick Ross featuring Nelly and Avery Storm)                                    | 41                              | 9                               | 5                               | —                               | Trilla                   |

### Apparizioni come ospite
| Anno | Titolo                | Artista                              | Album                                           |
| ---- | --------------------- | ------------------------------------ | ----------------------------------------------- |
| 2003 | I Better Go           | Murphy Lee                           | Murphy's Law                                    |
| 2004 | In My Life            | Nelly, Ma$e                          | Suit                                            |
| 2005 | Time                  | St. Lunatics                         | Coach Carter (colonna sonora)                   |
| 2005 | Tired                 | Nelly                                | Sweatsuit                                       |
| 2006 | Badder Than a Mutha   | Daz Dillinger                        | So So Gangsta                                   |
| 2007 | All Night (Excuse Me) | Ali & Gipp, Nelly, Juvenile          | Kinfolk                                         |
| 2008 | Who Fucks Wit Me      | Nelly                                | Brass Knuckles                                  |
| 2009 | I Tried               | Jadakiss                             | The Last Kiss                                   |
| 2009 | Crazy World           | DJ Green Lantern, Uncle Murda        |                                                 |
| 2009 | Rich Off Cocaine      | Rick Ross                            | Deeper Than Rap                                 |
| 2009 | Refuse To Lose        | DJ Green Lantern, dead prez, Chuck D | Pulse of the People (Turn Off the Radio Vol. 3) |
| 2009 | Triumph               | Pitbull                              | Rebelution                                      |
| 2009 | Want You To Myself    | Murphy Lee                           | You See Me                                      |
| 2010 | The General           | Capone-N-Noreaga                     | The War Report 2: Report the War                |
| 2010 | The Corner            | I-20                                 | The Sleeping Giant                              |
| 2010 | I'll Be Good          | J.Y., Joel Ortiz                     | The Hiring Process                              |
| 2010 | The Power             | Wale                                 | More About Nothing                              |
| 2010 | Fairytale             | Cam'ron, Vado                        |                                                 |
| 2010 | If I Gave U 1         | Nelly                                | 5.0                                             |
| 2011 | How I Fly             | Styles P                             | Master of Ceremonies                            |
| 2013 | Whole Wide World      | Waka Flocka Flame                    | DuFlocka Rant: Halftime Show                    |